# 미국의 부통령 배우자

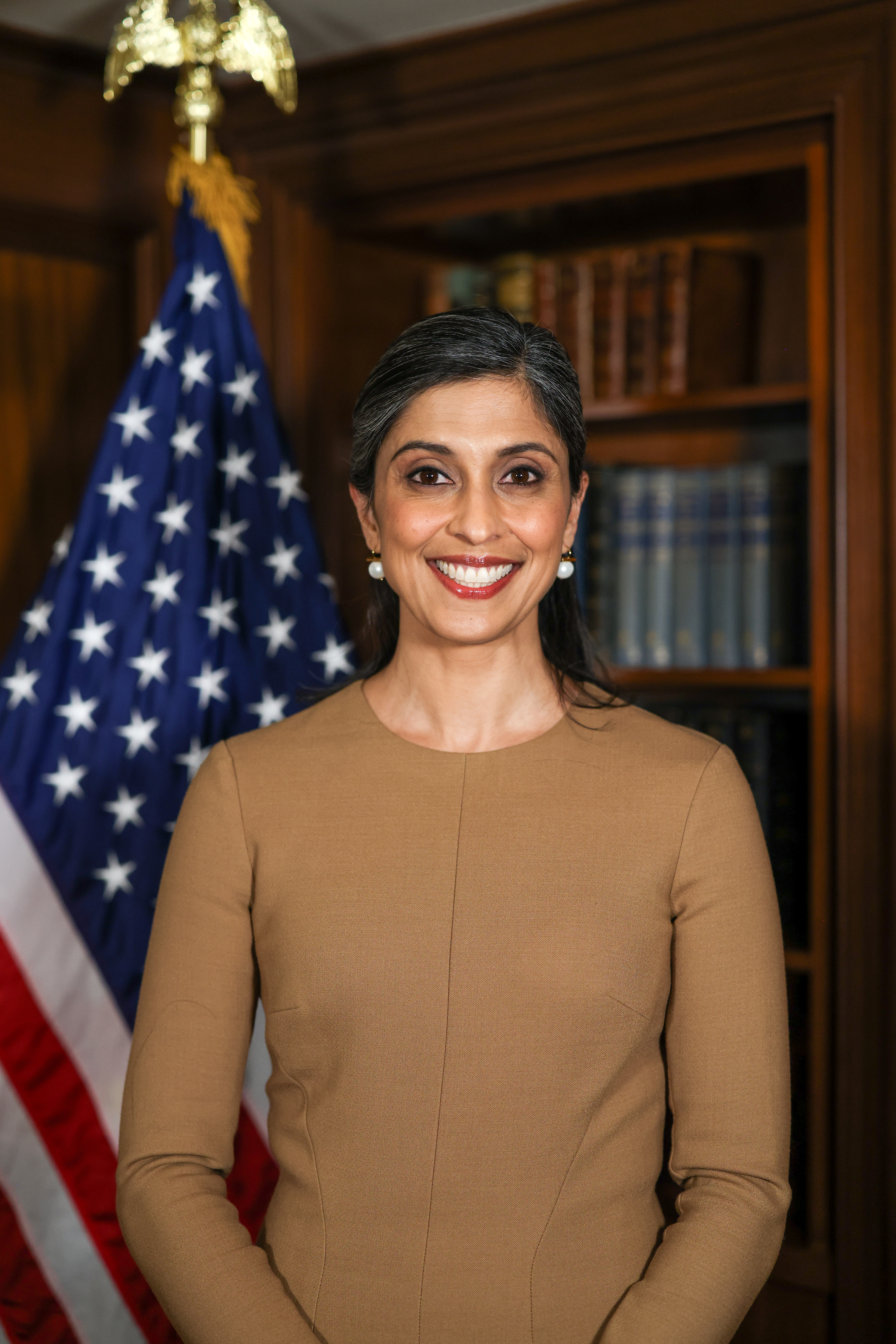
우샤 밴스

미국의 부통령 아내 또는 남편(Second Lady of the United States - Second Gentleman of the United States, SLOTUS ~ SGOTUS)은 미국의 부통령의 배우자가 부통령의 임기와 동시에 갖는 비공식적인 직함이다. "퍼스트 레이디"(미국의 대통령 배우자)와 대조적으로 만들어졌지만 덜 일반적으로 사용되는 "세컨드 레이디"라는 직함은 제니 터틀 호바트(1897년부터 1899년까지 미국의 부통령을 역임했던 개럿 호바트의 아내)가 자신을 지칭하는 데 처음 사용한 것으로 보인다.
미국의 세컨드 레이디(Second Lady) 직위를 맡은 최초의 사람은 존 애덤스 초대 부통령의 부인인 애비게일 애덤스이다. 미국의 제49대 부통령인 카멀라 해리스의 남편인 더그 엠호프는 미국의 부통령 남편(Second Gentleman)이라는 직위를 최초로 맡았다. J. D. 밴스 부통령의 부인인 우샤 밴스는 2025년 1월 20일부터 현재까지 미국의 제50대 부통령을 역임하고 있다.